# 王德揚
王德揚，1966年生，中華民國空軍中將，現任空軍司令部中將副司令，曾任空軍教準部中將指揮官，空軍作戰指揮部中將副指揮官、空軍作戰指揮部少將副指揮官、空軍司令部人事軍務處少將處長、空軍教準部少將副指揮官、空軍作戰指揮部少將參謀長、空軍427聯隊少將聯隊長、國防部總督察長室戰技督察處少將處長等職務。畢業於空軍官校正77年班，空官69期，2016年1月1日晉升少將、2022年5月1日晉升中將。